# Національний балет Грузії Сухішвілі

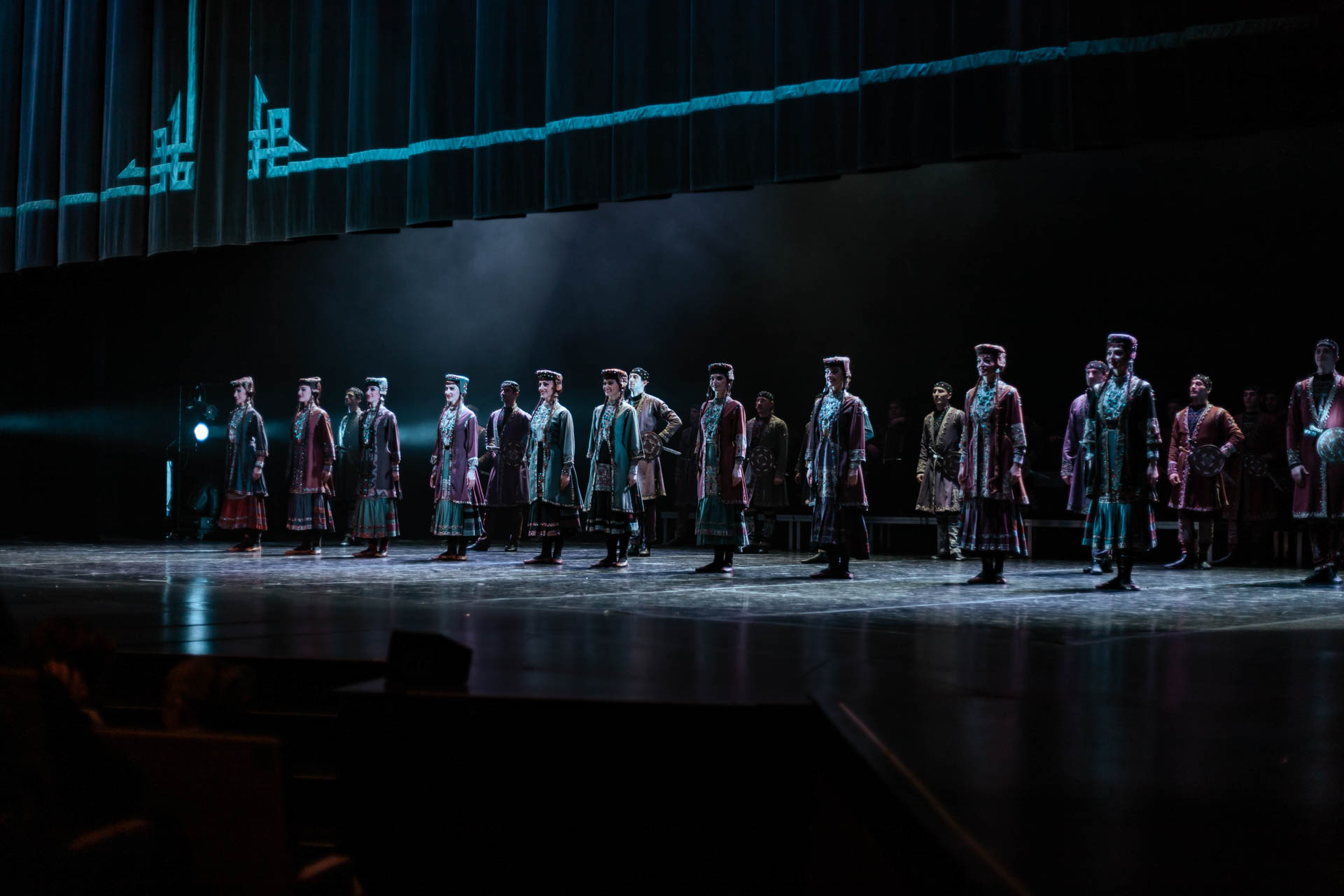
Виступ у Польщі, 2023

Національний балет Грузії Сухішвілі заснований подружжям Іліко Сухішвілі та Ніно Рамішвілі у 1945 році. У 2015 році колектив відсвяткував 70-річчя. Протягом усього періоду балетом керували нащадки династії Сухішвілі, завдяки чому й збереглися традиції та хореографія, що відрізняють автентичний стиль танцю відомого грузинського балету. I покоління (1945—1985 рр) — Ніно Рамішвілі та Іліко Сухішвілі. II покоління (1985—2000 рр) — діти Тенгіз та Інга Сухішвілі. III покоління (з 2000 року і до сьогодні) — онуки Ніно та Іліко Сухішвілі.

### Засновник балету Іліко Сухішвілі
Славнозвісний балетмейстер Іліко Сухішвілі народився у 1907 році у Тбілісі. Танцювати він почав із самого дитинства. У 1923-26 роках юнак навчався танцювальній майстерності у студії, і вже незабаром став помічником хореографа та викладачем. У 1927 році його вперше запросили у театр Опери та Балету міста Тбілісі як танцюриста. Вже наступного року він здобув перше місце та золоту медаль за прекрасне виконання своєї партії, а головне те, що з цього року він став солістом балету. У 1935 році Іліко посів перше місце та здобув золоту медаль королеви Марії на всесвітньому фестивалі народного танцю. З успіхом прийшли й амбіції розвивати народне танцювальне мистецтво Грузії. Іліко починає міркувати, як створити національну трупу. У 1945 році він засновує балет з 35-ти танцюристів.

### Ніно Рамішвілі
Дружина Іліко та його муза, Ніно народилася у 1910 році у Тбілісі. Вона також, як і чоловік, почала танцювати у дитинстві. Ніно познайомилась з Іліко у Театрі опери та балету, коли прийшла туди як танцюристка. У 1927 році здобула провідну роль у виставі «Лебедине озеро», потім танцювала у «Дон Кіхоті» та деяких інших класичних виставах. Майбутнє подружжя багато працювало разом, і за деякий час вони побралися. Після заснування власної трупи Ніно стала хореографом та солісткою балету. Подружжя виховало колектив та популяризувало його у всьому світі, а завдяки їх кропіткій праці ім'я Сухішвілі стало символом віртуозності, майстерності та величезного таланту.

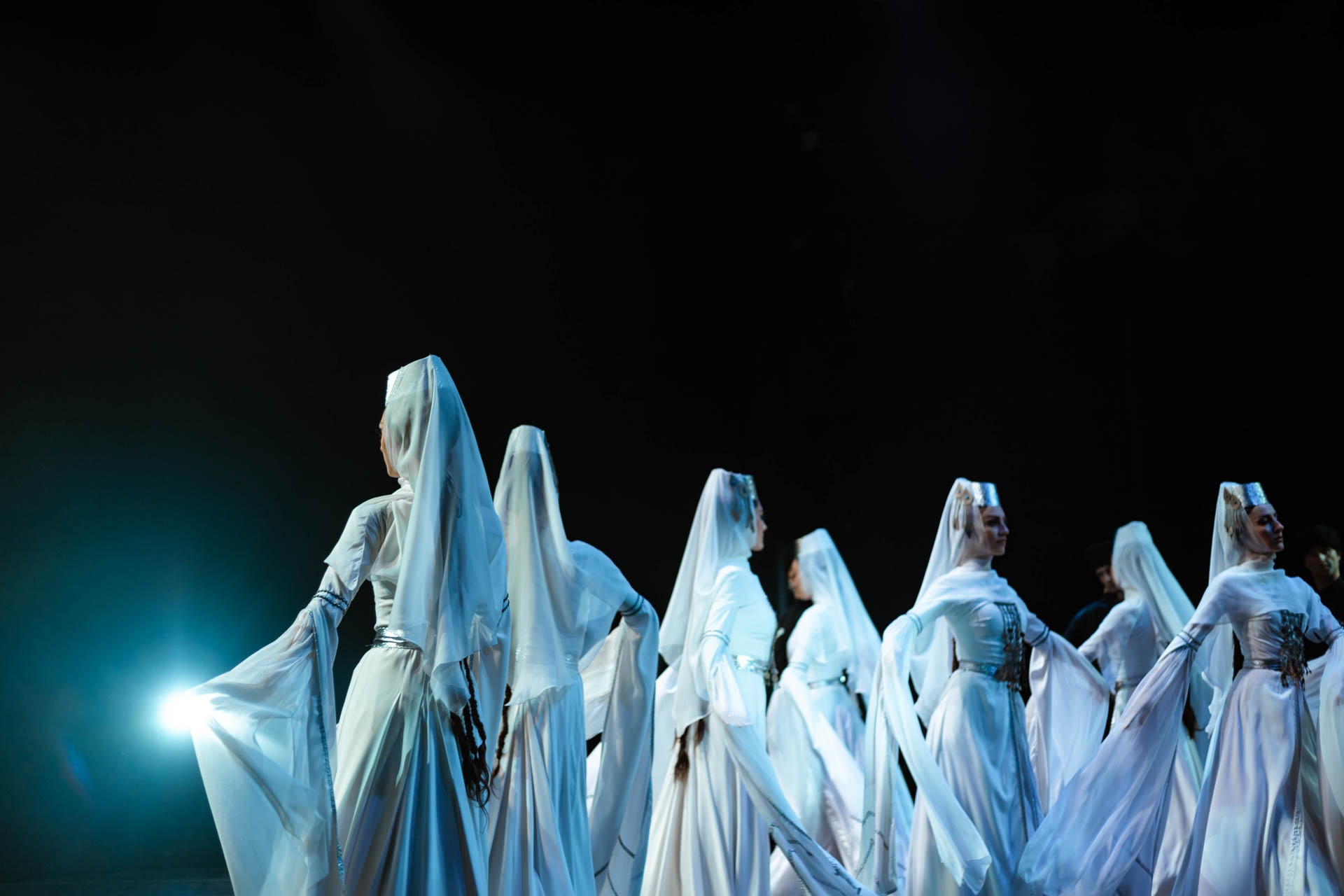
Виступ у Польщі, 2023

### Колектив
Із самого початку колектив складався із 35-ти танцюристів. Перші концерти пройшли у рідній Грузії, і після успіху колектив почав їздити до Росії. Починаючи з 1948 року, балет виїжджає до Європи і далі за кордон, і так розпочинається їх світова слава. У Сполучених Штатах їх навіть визнали найкращим шоу на Бродвеї. У 1967 році балет знов здобув першість, цього разу як народний колектив, що виступив на сцені La Scala в Італії. Дивовижно, але завісу піднімали 14 разів! Такого успіху ще ніхто не досягав. Так балет народного танцю із Грузії підкорив світ.
На сьогодні у складі колективу понад 500 танцюристів. Вони постійно гастролюють по всьому світу і за 70 років відвідали з концертами більше 90 країн. За часів створення балет неодноразово змінювався, як і поступово змінювався репертуар, але автентичність, колорит та основні ознаки лишились незмінними. Одна з особливостей балету — власний оркестр, під музику якого і розгортається вся історія Грузії на сцені.

### Хореографія

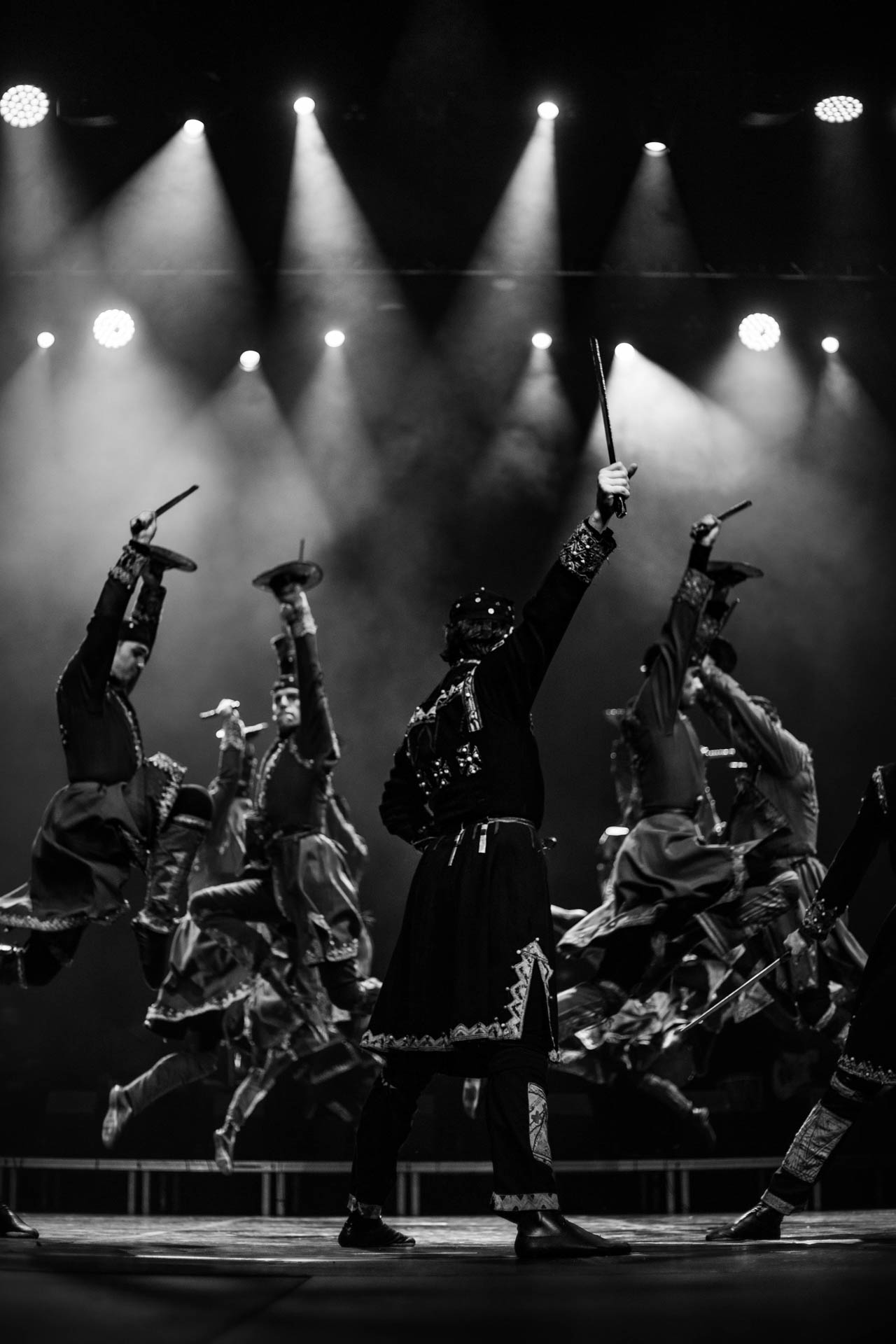
Виступ у Польщі, 2023

Програма концерту дуже насичена, триває близько двох годин і включає в себе майже всі різновиди танцю та культурні особливості різних регіонів Грузії. Насамперед постановки відрізняються складністю хореографії та сценічних елементів, масовістю та яскравим колоритом. Критики та глядачі характеризують танці Сухішвілі як надзвичайно емоційні. На сцені відбувається щось неймовірне: танцюристи крутяться на колінах по колу, танцюють гопак, кидають шаблі та кинджали, потім віртуозно їх підхоплюючи. А жінки пливуть по сцені немов лебідки у своєму вишуканому вбранні.
Кожен із танців уособлює собою якусь міні-сцену або побут та життя людей у різних регіонах Грузії. Так, прадавній танець під назвою парца виник у Південно-Західному регіоні Грузії Гурії, що межує з Туреччиною. Його зазвичай танцювали на великих святах у селі, тому вся хореографія передає його веселий та грайливий дух.
Класичний танець картулі відображає відносини між чоловіком та жінкою, його повагу і шану до неї. Танець виконують двоє. Чоловіча партія при цьому складна та емоційна: на кінчиках пальців він кружляє навколо неї, намагається привернути увагу. Рухи його то стримані, то різкі та бравурні, що відображає одночасно повагу, сором'язливість та пристрасть.
Особливої уваги заслуговує танець воїнів хорумі, що походить з регіону на Південно-Західному узбережжі Грузії. Хореографія танцю доволі складна, а кількість учасників може сягати 40. Танцюють або по черзі, або кілька чоловіків у колі, іноді відходячи у другу лінію та змінюючись місцями. Танець зображує життя та побут воїнів, їх битви та перемоги. Окрім цього, хорумі вважається візитівкою балету.
Назва наступного танцю, казбегурі, походить із мальовничого регіону на Півночі країни — Казбегі. Хореографія відображає сталевий характер гірських народів, що мешкають на Півночі країни. Кожна постановка виконується у класичному вбранні даного регіону.
Інший танець, рачулі, включає в себе жіночу та чоловічу партії, але характеризується більш грайливою та веселою атмосферою. Походить він із Аджарії на Південному Заході країни. Танцюється на святах, під час великих подій і є варіантом соціального танцю.
Хонга походить із Осетії і танцюється парами. Вбрання має бути з довгими рукавами та капелюхами на голові, в обох чоловіка та жінки. Одяг переважно білий. Це танець-запрошення, танець-ніжність.
Один із найемоційніших та пристрасних танців програми — хевсурулі — гірський танець із шаблями. Танець про стосунки жінок та чоловіків, про боротьбу за жіноче серце та лицарську відвагу. Танцюристи демонструють, що заради дівчини вони готові змагатись у відчайдушних битвах. На сцені так і блищать кинджали, воїни кружляють по всій залі, виконуючи складні па та повороти. З віртуозною майстерністю наступні танцюристи підбирають кинджали, щоб потім знову їх встромити в землю. Тільки з появою жінок боротьба на деякий час припиняється, щоб потім знову продовжитися з не меншими силами.
Кавказькі народи вільні та самобутні, і це відображено у наступному танці — джейрані. Джейран у перекладі з грузинської — молода газель. Цей танець — полювання, стеження та флірт. Газель кружляє поміж мисливцями, ніби і не помічаючи їх. Виконується дівчиною та кількома чоловіками.
Один із граціозних жіночих танців — нарнарі, уособлює жіночність та ніжність. Одяг завжди світлий, дівчата вбрані, як наречені, і виконують танець у групах. Краса і грація втілюються у плавних рухах і переміщеннях на сцені.
На відміну від нарнарі, танець мхедрулі має войовничий та нестримний характер, оскільки його виконують вершники. У своїй хореографії він поєднує міць та силу коня і завзяття та цілеспрямованість вершника. Танцюристи виконують складні па на пальцях, багато поворотів та віртуозні вправи на колінах. Чоловіча міць та ніжна жіночність постійно змінюють одна одну, і перед нами вже з'являються три лебідки, що пливуть озером.
Самайя, як називають цей танець хореографи, танець трьох грацій. Сюжет постанови зображує три іпостасі образу цариці Тамари, першої та славнозвісної правительки Грузії — образ діви, матері та духовної сутності.
Ханджлурі — майстерний, запальний та енергійний танець із кинджалами. Традиційно танцюють пастухи, змагаючись між собою у майстерності володіння кинджалами. Походить із гірських районів Грузії.
Танець карачохелі зображує життя та побут міських ремісників. На сцену виходять танцюристи з палаючими чашами і демонструють віртуозні рухи та вміння управлятися з аксесуарами. Серед танцю з'являється дівчина, як полум'я, у червоній сукні. Атмосфера танцю весела, але в той же час таємнича та загадкова. Так само загадково й зникає дівчина наприкінці танцю.
Танець давлурі також зображує життя в місті, але костюми свідчать про заможність та панське походження персонажів. Танцюється також у парах і за хореографією подібний до картулі, але атмосфера між учасниками менш формальна. Танцюють кілька пар.
Кінтоурі — танець вуличних торговців. Історично походить із Тбілісі. Хореографія та костюми витримані у грайливому, жартівливому стилі подібно до того, як торговці спілкуються з покупцями. Їх підприємливість та хитрощі відображені у постанові, а рухи з хусткою просто заворожують.
Симд — один із масових та красивих танців. Це весільний танець, що виконується кількома парами чоловіків та дівчат. Одяг суто чорний у чоловіків та білий у дівчат — традиційні весільні кольори та символ полярності і двох протилежностей — жіночої та чоловічої. У схемі танцю кілька перебудов та ліній, які постійно змінюються, залишаючи прекрасну симетрію.

### Виступи на відомих сценах світу
США:
- Kennedy Center (Washington, D.C.)
- Wolf Trap Center (Washington, D.C.)[en]
- Hollywood Bowl (Hollywood)
- Метрополітен-опера
- Madison Square Garden (New York)
- Mark Hellinger Theatre (New York)[en]
- City Center (New York)[en]

Італія:
- Ла Скала
- Театр ла Феніче
- Teatro Carlo Felice (Genoa)
- Сан-Карло

Велика Британія:
- Royal Albert Hall (London)
- Festival Hall (London)[en]
- Театр «Домініон»
- Palladium Theatre (London)[en]

Франція:
- Concert Hall Player (Paris)
- Palais Des Congress (Paris)[en]

Іспанія:
- Teatro Zarzuela (Madrid)[en]

Данія:
- Королівський театр Данії

Австрія:
- Vienna Concert Hall

### Сухішвілі та політика
Як і багато інших колективів та країн, у 2014 році балет та його керівники різко засудили російську агресію в Україні і скасували вже заплановані концерти в Росії. До того ж у свою програму вони включили український народний танець, який, зокрема, демонстрували не тільки в Україні, а й у кількох країнах Європи. Керівники балету активно висловлюють своє співчуття та розуміння українцям, адже обидва народи пов'язує спільна трагедія. Воєнне втручання Росії Грузія пережила у 2008 році. І хоча воно тривало недовго, але завдало багато збитків і вилилось в інформаційне протистояння між двома державами — колишніми побратимами.
Після російської воєнної агресії в Грузії колектив починають узнавати у світі, його популярність зростає.

### Вплив на світову моду
Після серії концертів у Франції у 1957 році тамошні кутюр'є так захопилися грузинською культурою, що незабаром в їх колекціях з'явилися кавказькі мотиви. Француженки почали носити невисокі чоботи та хутрові шапки. Відомий модельєр Ів Сен-Лоран навіть вшанував грузинів у наступній колекції, створивши характерні широкі паски з бантами.

### Фільми та книги про Сухішвілі
- «Сухішвілі» у художніх фільмах: «Кето і Коте»
- «Елісо»
- «Зустріч у горах»
- «5 днів у серпні» (2009, Голлівуд)

Документальні фільми про колектив «Сухішвілі»:
- «Світ аплодує»
- «З тріумфом по світу»
- «Тріумф у Ла-Скала»
- «Стежками і шляхами»
- «Доллі» — стрічка про нове покоління
- «Буревій на сцені»
- «Ключі»

Книги про «Сухішвілі»:
- «З тріумфом по світу»
- «Тріумф продовжується»
- "Грузинський національний балет «Сухішвілі»